# Crotalaria pseudovirgultatis
Crotalaria pseudovirgultatis är en ärtväxtart som beskrevs av Antonio Rocha da Torre. Crotalaria pseudovirgultatis ingår i släktet sunnhampor, och familjen ärtväxter. Inga underarter finns listade i Catalogue of Life.